# Stanislav Kubeš
Stanislav „Klásek“ Kubeš (* 4. března 1952 Praha, Československo) je český rockový kytarista.
Je právem považován za hráče přinejmenším evropského formátu. V letech 1975 - 1981 byl členem skupiny Františka Ringo Čecha,, v níž „Kláskova" virtuózní kytara působila jako jasný rozpoznávací zvukový maják. Charakteristický Kubešův tón významně dotvářel všechna Schelingerova rocková alba a dalších 40 singlů. Po předčasném úmrtí Jiřího Schelingera přijal Kubeš na 4 roky angažmá ve skupině SLS Leška Semelky (S.Kubeš, kytara + J.Kavale, baskytara + V.Čech, bicí + L.Semelka, klávesy, zpěv), v níž Klásek svým kytarovým mistrovstvím vévodil prvnímu nahranému albu a celé řadě singlů. V roce 1985 stál Kubeš u znovuzrození Etc... Vladimíra Mišíka, s nimiž (až do odchodu v létě roku 2001) natočil desky „ETC…3“, „ETC…4“, „20 deka duše“, „Jen se směj“, „ETC…Live-unpluged“, „Město z peřin“ a „Nůž na hrdle“. S Etc... absolvoval Kubeš mimo jiné i zájezd na „1. rockový festival CZ USA“ v Chicagu. V roce 1990 hrál společně s Vladimírem Kulhánkem v sestavě Etc... jako support kapely The Rolling Stones při megakoncertu „Stounů“ na pražském Strahově. Od roku 2002 do konce roku 2018 hrál ve formaci T4 (hudební skupina) , spolu s "Gumou" Kulhánkem, Romanem Dragounem a Martinem Kopřivou.
Začátkem roku 2019 zakládá skupinu PRAK (Stanislav Kubeš, Vladimír Kulhánek, Martin Kopřiva, Pavel Bohatý). 